# 1112
1112 (MCXII) je bilo prestopno leto, ki se je po julijanskem koledarju začelo na ponedeljek.

## Dogodki

### Evropa
- 3. februar - Barcelonski grof Rajmond Berengar III. dobi preko poroke z grofično Dulcio I. v fevd grofijo Provanso (jugovzhodni krak današnje Francije).
- 25. marec - Na Veliko noč tega dne prebivalci Laona enostransko razglasijo komuno in umorijo laonskega nadškofa Gaudrya, ki se je že prej izkazal kot nasilnež v službi angleškega kralja Henrika I.
- 12. maj - Med nudenjem zaščite kastiljski regentinji Uraki, ki jo je z vojsko napadel soprog Alfonz I. Aragonski, je smrtno ranjen portugalski grof Henrik, ki ga nato nasledi njegov sin Afonz I.. Regenstvo prevzame vdova Tereza Kastiljska, sicer tudi Urakina nezakonska polsestra.
- jesen - Papež Pashal II. razveljavi poroko med kastiljsko regentinjo Urako in aragonskim kraljem Alfonz I. Aragonskim.
- Z dokončanjem gradu Hohenbaden (današnji Baden-Baden) je badenskemu baronu Hermanom II. priznan naziv mejnega grofa.
- Rimsko-nemški cesar Henrik V. zatre upor na Saškem.↓
- → Henrik V. razglasi za novega saškega vojvodo Otona, grofa Ballenstedta. Še isto leto mu zaradi spora odvzame naslov.
- Poljska: anonimni avtor, ki mu je tradicija dala ime Gallus, začne s pisanjem kronike Gesta principum Polonorum, ki vključuje leta vladanja Boleslava III. Krivoustega.
- Poljski kralj Boleslav III. Krivousti brutalno oslepi svojega konkurenta, polbrata Zbigniewa. Vrhovni poljski nadškof Martin I. ga nemudoma izobči. Ker spredvidi nevarnost upora, Boleslav v tem in naslednjem letu opravi dolgo pokoro, da bi odpravil svoje izobčenje.
- Bretanija: abdicira bretonski vojvoda Alan IV. v korist sina Conana III.
- Začetek vladavine keltsko-vikinškega kralja otoka Man s Hebridi Olafa Godredssona.

### Bližnji vzhod
- Fatimidski Tir, še zadnja neosvojena muslimanska eksklava sredi križarskega ozemlja, ponovno odvrne oblegovalce.
- Kneževina Antiohija: med epidemijo tifusa umre regent Tankred, ki je vodil oblast v imenu mladoletnega Bohemonda II.. Novi regent postane Tankredov mali bratranec Roger Salernijski.
- Grofija Tripoli: umrlega touluškega in tripolitanskega grofa Bertranda v Tripoliju nasledi sin Pons, v Toulousu pa mlajši brat Alfonz-Jordan.

### Daljni vzhod
- Pagansko cesarstvo: umrlega vladarja Kyansittho nasledi nečak Alaungsithu.

## Rojstva
- Garcija IV., navarski kralj († 1150)
- Henrik IV., luksemburški grof († 1196)
- Sibila Anžujska, flandrijska grofica († 1165)

## Smrti
- 1. november - Henrik Portugalski, portugalski grof iz hiše Burgundijcev (* 1069)
- 5. december - Tankred, italonormanski križar, galilejski knez (* 1072)
- Bertrand Touluški, grof Toulousa in Tripolija (* 1065)
- Jurij II., gruzijski kralj (* 1054)
- Sigebert iz Gemblouxa, francoski kronist (* 1030)